# Турско-италијански рат
Турско-италијански рат (у Италији Либијски рат, а у Турској Триполитански рат) је био борба између Османског царства и Италије који је почео 29. септембра 1911. године, а завршио 18. октобра 1912. године (386 дана). Италија је заузела области Османског царства, Триполитанију и Киренајку, територије савремене Либије, а такође и острво Родос и грчко-језични архипелаг Додеканези поред Мале Азије.
Видећи, како су Италијани лако побиједили дезорганизовану масу османске армије, чланови Балканског савеза су напали на Турску, одмах пошто се завршио Турско-италијански рат.
У Турско-италијанском рату свијет је увидио важност техничкога прогреса: радио и авион. 23. октобра 1911. године италијански пилот је летео над турским линијама фронта с извиђачком мисијом. Прво бомбардовање у свијету било је спроведено 1. новембра 1911. године. Италијански авион је бацио бомбу на турски одред у Либији.

## Позадина сукоба
Претензије Италије над Либијом датирале су од пораза Османског царства од Русије у рату 1877–1878 и наредних догађаја након Берлинског конгреса 1878. године, у којима је Француска окупирала Тунис а Велика Британија преузела контролу над Кипром. Када су италијанске дипломате наговестиле могуће противљење њихове владе, Французи су одговорили да би Триполи могао да припадне Италији, која је у фебруару 1887. дипломатском разменом нота склопила тајни споразум са британском владом. Споразумом је било предвиђено да ће Италија подржати британску контролу у Египту, а да ће и Британија подржати италијански утицај у Либији. Италија и Француска су 1902. године потписале тајни уговор којим је међусобно одобрена слобода интервенције у Триполитанији и Мароку. Споразумом, о којем су преговарали италијански министар спољних послова Ђулио Принети и француски амбасадор Камиј Барер окончано је историјско ривалство обе нације за контролу над северном Африком. Исте године, британска влада је обећала Италији да ће "свака промена статуса Либије бити у складу са италијанским интересима." Те мере су имале за циљ да ублаже италијанску посвећеност Тројном савезу и тиме ослабе Немачку, коју су Француска и Британија сматрале својим главним ривалом у Европи. После Англо-руске конвенције и успостављања Тројне антанте, цар Николај II и краљ Емануеле III склопили су 1909. године Ракониђијску погодбу у којој је Русија признала интерес Италије за Триполи и Киренајку у замену за италијанску подршку руској контроли Босфора. Међутим, италијанска влада мало је учинила да искористи ту прилику и тако је знање о либијској територији и ресурсима остало оскудно у наредним годинама. Уклањање дипломатских препрека поклопило се са све већом колонијалном тежњом. У 1908. години италијански колонијални биро надограђен је на Централну управу за колонијална питања. Националиста Енрико Корадини предводио је јавни позив за акцију у Либији и, придруживши се националистичким новинама "Л'идеја национале" 1911, захтевао је инвазију. Италијанска штампа започела је велику кампању лобирања за инвазију на Либију крајем марта 1911. године. Либија је Била фантастично приказана као богата минералима, а бранило је само 4.000 османских трупа. Такође, њено становништво описано је као непријатељски расположено према Османлијама и пријатељски настројено према Италијанима и они су остали да би будућа инвазија била тек нешто више од "војне шетње".
Италијанска влада остала је посвећена одржавању Османског царства 1911. године, које је било блиски пријатељ њеног немачког савезника. Премијер Ђовани Ђолити одбацио је националистичке позиве на сукоб око Османске Албаније, на који се гледало као на могући колонијални пројекат, још у лето 1911. године. 
Међутим, Друга мароканска криза, у којој је француска војна акција у Мароку априла 1911. довела до успостављања француског протектората, променила је политичке погледе. Тада је италијанско руководство одлучило да може безбедно да удовољи захтевима јавности за колонијалним пројектом. Тројна антанта је пружала подршку. Британски министар спољних послова Едвард Греј изјавио је италијанском амбасадору 28. јула да ће подржати Италију, а не Османлије. Греј је 19. септембра упутио сталног заменика државног секретара сер Артура Николсона да се Британија и Француска не би требало мешати у италијанске нацрте Либије. У међувремену, руска влада позвала је Италију да делује "брзо и одлучно." За разлику од ангажмана са силама Антанте, Италија је углавном игнорисала своје војне савезнике у Тројном савезу. Ђолити и министар спољних послова Антонино Патерно Кастело договорили су се 14. септембра да започну војну кампању "пре него што су аустријска и немачка влада то знале." Немачка је тада активно покушавала да посредује између Рима и Цариграда, а аустроугарски министар спољних послова Алоиз фон Арентал више пута је упозоравао Италију да ће војна акција у Либији угрозити интегритет Османског царства и створити кризу у Источном питању, што ће дестабилизовати Балканско полуострво и европски однос снага. Италија је такође предвидела ту могућност откако је Патерно Кастело у јулском извештају краљу и Ђолитију изложио разлоге за и против војне акције у Либији и изразио забринутост због балканске побуне, која би вероватно уследила након италијанског напада на Либију, што би могло присилити Аустроугарску на војну акцију у балканским областима на које Италија полаже право.
Социјалистичка партија имала је снажан утицај на јавно мњење, али је била у опозицији и такође је била подељена по том питању. Деловала је неефикасно против војне интервенције. Будући италијански фашистички вођа Бенито Мусолини, који је тада још увек био левичарски социјалиста, заузео је истакнуту антиратну позицију. Слично противљење у парламенту су изразили Гајетано Салвемини и Леоне Кајетани.
Османској влади, предвођеној Комитетом уније и напретка, представљен је ултиматум у ноћи између 26. и 27. септембар 1911. године. Аустроугарским посредовањем Османлије су одговориле предлогом преноса контроле над Либијом без рата и одржавање формалне османске суверености. Та сугестија била је упоредива са ситуацијом у Египту, који је био под формалном османском сувереношћу, али је био под фактичком контролом Британаца. Ђолити је то одбио, а рат је објављен 29. септембра 1911. године.

## Војна кампања

### Почетак ратног деловања
Италијанско-турски рат је први у историји у коме је изведено ваздушно бомбардовање авионима и ваздушним бродовима.]]
Упркос времену које је требало да припреми за инвазију, Армија Краљевине Италије била је углавном неспремна када је избио рат. Италијанска флота појавила се код Триполија увече 28. септембра, али је започела бомбардовање само луке 3. октобра. Град је освојило 1.500 морнара, на велико одушевљење интервенционистичке мањине у Италији. Италијани су одбили још један предлог за дипломатско решавање спора и тако су Османлије одлучили да бране покрајину.
Османлије нису имале велику војску у Триполитанији. Многи османски официри морали су тамо путовати властитим средствима, често тајно, кроз Египат, јер британска влада није дозволила масовни транспорт османских трупа кроз Египат. Османска морнарица је била преслаба да превози трупе морем. Османлије су организовали локалне Либијце за одбрану од италијанске инвазије.
Између 1911. и 1912. године, преко 1.000 Сомалијаца из Могадиша, главног града италијанског Сомалиланда, служило је као борбене јединице заједно са еритрејским и италијанским војницима у италијанско-турском рату. Већина стационираних сомалијских трупа враћене су кући тек 1935. године, када су враћени у италијански Сомалиланд у припреми за инвазију на Етиопију.

### Искрцавање италијанских трупа у Либији
Прво искрцавање италијанских трупа догодило се 10. октобра. Након разорног бомбардовања османских утврђења, град Триполи и околину брзо је освојило 1.500 италијанских морнара и дочекало их становништво (углавном локални Јевреји), које је почело да сарађује са италијанским властима.
Тада је оцењено да је италијански контингент од 20.000 војника довољан за комплетно освајање. Тобрук, Дерна и Хомс били су лако освојени, али проблеми су се јавили код Бенгазија. Први прави застој италијанским трупама догодио се 23. октобра у Шар ал-Шату, када их је лош распоред у близини Триполија довео до тога да их готово потпуно опколи покретнија арапска коњица, иза које су стајале неке османске регуларне јединице. Напад је италијанска штампа приказала као једноставну побуну, иако је у њему готово уништен већи део малог италијанског експедиционог корпуса.
Корпус је сходно томе повећан на 100.000 људи који су се морали суочити са 20.000 Либијаца и 8.000 Османлија. Чак је и италијанска употреба оклопних аутомобила и ваздушних снага, обоје међу најранијим у модерном ратовању, имала мало утицаја на почетни исход. У првој војној употреби летелица капитано Карло Пјаца полетео је првим извиђачким летом 23. октобра 1911. године. Недељу дана касније, поручник Ђулио Гавоти бацио је четири гранате на Таџуру (арапски: تاجوراء Tājūrā’), и Аин Зару у првом ваздушном бомбардовању у историји.

### Рововска фаза
Либијци и Турци, којих се процењује на 15.000, вршили су честе нападе дању и ноћу на снажно укорењени италијански гарнизон у јужном предграђу Бенгазија. Четири италијанска пешадијска пука у дефанзиви подржавале су крстарице Сан Марко и Агордат. Италијани су ретко покушавали да изврше јуришне нападе.
Напад од 20.000 османских и локалних трупа одбијен је 30. новембра са знатним губицима. Убрзо након тога, гарнизон је појачан 57. пешадијским пуком из Италије. Из Тобрука је стигао и бојни брод Ређина Елена. Током ноћи 14. и 15. децембра, Османлије су напали великом снагом, али су одбијени уз помоћ ватре са бродова. Италијани су изгубили неколико пољских топова.
У Дерни су Османлије и Либијци бројили око 3.500 војника, али су се стално појачавали и очекивао се општи напад на италијански положај. Италијанске и турске снаге у Триполију и Киренајки непрестано су појачаване, јер им је османско повлачење у унутрашњост омогућило да знатно појачају своје трупе.
Трошкови рата покривали су се углавном добровољним прилозима муслимана, Османски официри и људи, оружје, муниција и све друге залихе непрестано су се слали преко египатске и туниске границе, упркос њиховој неутралности. Италијани су заузели Сиди Барани на обали између Тобрука и Солума да спрече кријумчарење и трупе да уђу преко египатске границе, а морнарички блокатори су чували обалу и заробили неколико једрењака.
Италијанске трупе су се након кратког бомбардовања 4. децембра 1911. године искрцале на Тобрук заузеле обалу мора и кренуле ка залеђу суочене са слабим отпором. Мали број османских војника и либијских добровољаца касније је организовао капетан Мустафа Кемал Ататурк. Мала битка код Тобрука 22. децембра завршена је победом Мустафе Кемала. Након тог постигнућа, послат је у ратној четврти Дерне да координира тереном 6. марта 1912. Либијска кампања је до мртве тачке до децембра 1911.
Дана 3. марта 1912. године 1.500 либијских добровољаца напало је италијанске трупе које су градиле ровове у близини Дерне. Италијани, који су били малобројнији, али су имали врхунско наоружање, држали су линију. Недостатак координације између италијанских јединица послатих из Дерне као појачање и интервенција османске артиљерије угрожавало је италијанску линију, а Либијци су покушали да опколе италијанске трупе. Даље италијанско појачање, међутим, стабилизовало је ситуацију и битка се завршила до поподнева италијанском победом.
Италијанска команда је 14. септембра послала три колоне пешадије да распусте арапски логор код Дерне. Италијанске трупе заузеле су висораван, и прекинуле османске линије снабдевања. Три дана касније, османски заповедник, Енвер-паша, напао је италијанске положаје на висоравни. Већа италијанска ватра отерала је османске војнике који су били окружени батаљоном Алпини и претрпели су велике губитке. Каснији османски напад имао је исти исход. Након тога, операције у Киренајки су престале до краја рата. Иако су неки елементи локалног становништва сарађивали са Италијанима, контранапади османских војника уз помоћ локалних трупа ограничили су италијанску војску на обални регион. Заправо, до краја 1912. године Италијани су мало напредовали у освајању Либије. Италијански војници су у ствари били опкољени у седам енклава на обалама Триполитаније и Киренајке. Највећа је била у Триполију и простирала се на једва 15 km (9,3 mi) од града.

### Поморско ратовање
На мору су Италијани били у очигледној предности. Италијанска морнарица имала је седам пута више бродова од османске морнарице и била је боље обучена.
У јануару 1912. италијанска крстарица Пијемонт, са разарачима класе Солдато Артиљијер и Гарибалдино, потопила је седам османских топовњача (Ајинтаб, Бафра, Гокчедак, Кастамону, Муха, Орду и Рефахије) и јахту (Сипка) у бици код Кунфудског залива. Италијани су блокирали османске луке на Црвеном мору и активно снабдевали и подржавали емират Асир, који је такође тада био у рату са Османским царством.
Затим, 24. фебруара, у бици за Бејрут, два италијанска оклопна крсташа напала су и потопила османску корвету и шест баржи, а затим су потопили османску торпиљарку. Само је на Авнилаху било 58 погинулих и 108 рањених, док италијански бродови нису претрпели губитке, а такође ни директне поготке ни са једног османског ратног брода. Италија се плашила да би османске морнаричке снаге у Бејруту могле бити употребљене да угрозе прилаз Суецком каналу. Османско морнарско присуство у Бејруту било је потпуно уништено, а жртве на османској страни биле су велике. Италијанска морнарица стекла је потпуну поморску доминацију над јужним Медитераном до краја рата.
Иако је Италија држала под контролом скоро свих 2.000 км либијске обале између априла и почетка августа 1912. године, њене копнене снаге нису могле да се одваже на заузимање унутрашњег дела територије, па су биле ограничене на танак обални појас. У лето 1912. Италија је започела операције против османских поседа у Егејском мору уз одобрење осталих сила које су биле жељне да окончају рат који је трајао много дуже него што се очекивало. Италија је заузела дванаест острва у мору, укључујући османски санџак Родос, који је тада постао познат као Додеканез, али то је изазвало незадовољство Аустроугарске, која се плашила да би то могло подстаћи иредентизам држава као што су Краљевина Србија и Грчка, и неравнотежа у ионако крхкој ситуацији на Балкану. Једина релевантна војна операција током лета био је напад пет италијанских торпедних чамаца на Дарданелима 18. јула.

### Ратни злочини
Указом од 5. новембра 1911. године Италија је прогласила суверенитет над Либијом. Иако су Османлије контролисале обалу, многе њихове трупе су погинуле у борби, а скоро 6.000 је остало да се суочи са војском од скоро 140.000 Италијана. Као резултат, Османлије су почеле да користе герилску тактику. Заиста, неки младотурски официри стигли су до Либије и помогли организовање герилског рата са локалним муџахединима. Многи локални Либијци удружили су се са Османлијама због заједничке вере против хришћанских освајача и започели крвави герилски рат. Италијанске власти усвојиле су многе репресивне мере против побуњеника, попут јавних вешања као одмазде за заседе.
Турске трупе су 23. октобра 1911. године побиле скоро 500 италијанских војника у месту Шар ал-Шат, на периферији Триполија. Као последица тога, следећег дана у масакру у Триполију 1911. године италијанске трупе су систематски убиле хиљаде цивила крећући се кроз локалне домове и баште, укључујући и паљење џамије са 100 избеглица унутар ње. Иако су италијанске власти покушале да спрече да се вест о масакру прошири, инцидент је убрзо постао међународно познат. Италијани су почели да приказују фотографије масакрираних италијанских војника у Шар ал-Шату како би оправдали своју освету.

## Мировни споразум
Италијанске дипломате одлучиле су да искористе ситуацију да постигну повољан мировни споразум. Дана 18. октобра 1912. године Италија и Османско царство су у Ушију у Лозани потписали споразум под називом Први Лозански мир, који се често назива и Ушијев мир да би се разликовало од Лозанског мира из 1923. године, (Други Лозански мир).
Главне одредбе уговора биле су следеће:
- Османлије ће повући сво војно особље из вилајета Траблус и Бенгази (Либија), али заузврат ће Италија вратити Османлијама Родос и друга егејска острва која је заузела у рату.
- Вилајети Траблус и Бенгази добили су посебан статус а набоба (регента) и кадију (судију) постављао је калиф.
- Пре именовања кадија и набоба, Османлије ће се консултовати са италијанском владом.
- Османска влада је одговорна за трошкове ових кадија и набоба.

Накнадни догађаји спречили су повратак Додеканеза у Турску. Први балкански рат избио је мало пре потписивања споразума. Турска није била у стању да поново заузме острва, док су се њене главне војске бориле за очување преосталих територија на Балкану. Да би се избегла грчка инвазија на острва, имплицитно је договорено да Додеканези остану под неутралном италијанском администрацијом до окончања непријатељстава између Грка и Османлија, а острва се врате под османску власт.
Турско континуирано учешће у балканским ратовима, праћеним убрзо Првим светским ратом (који је Турску и Италију поново затекао на супротним странама), значило је да острва никада нису враћена Османском царству. Турска је одустала од својих потраживања на острвима према Лозанском миру, а Додеканезом је Италија наставила да управља све до 1947. године, када су острва, после њиховог пораза у Другом светском рату, уступљена Грчкој.

## Последице
Инвазија на Либију скупо је стајала Италију. Уместо 30 милиона лира месечно за које се на почетку сматрало да су довољне, достигао је трошак од 80 милиона месечно за много дужи период него што је првобитно процењено. Рат је Италију коштао 1,3 милијарде лира, скоро милијарду више од Ђолитијеве процене на почетку рата. Ово је уништило десет година фискалне разборитости.
После повлачења османске војске, Италијани су лако могли да прошире окупацију земље, заузевши Источну Триполитанију, Гадамес, Џебел и Фезан са Мурзуком током 1913. Избијање Првог светског рата са потребом да се трупе врате у Италију, проглашење џихада од стране Османлија и устанак Либијаца у Триполитанији приморали су Италијане да напусте сву окупирану територију и да се учврсте у Триполију,Дерни и на обалама Киренајке. Италијанска контрола над већим делом унутрашњости Либије остала је неефикасна све до касних 1920-их, када су снаге под вођством генерала Пјетра Бадоља и Родолфа Грацинјанија водиле крваве кампање пацификације. Отпор се угасио тек након погубљења вође побуњеника Омара ел Мухтара 15. септембра 1931. Италијанска колонизација довела је до преполовљавања либијског становништва средином 1930-их услед емиграција, глади и ратних жртава. Либијско становништво 1950. године било је на истом нивоу као 1911. године, приближно 1,5 милиона становника.

### Европа, Балкан и Први светски рат
Српски дипломата Мирослав Спалајковић се 1924. године осврнуо на догађаје који су довели до Првог светског рата и његове последице и на значај италијанског напада, "сви наредни догађаји нису ништа друго до еволуција те прве агресије." За разлику од Египта који су контролисали Британци, османски вилајет Триполитанија, који је чинио данашњу Либију, био је језгро царства, попут Балкана. Подршка коалиције која је бранила Османлије током Кримског рата (1853-1856), минимализовала османске територијалне губитке на Берлинском конгресу (1878) и подржавала Османлије током бугарске кризе (1885–1888), углавном је престала. Реакција на Балкану на италијанску објаву рата била је тренутна. Први нацрт српског војног уговора са Бугарском против Турске написан је у новембру 1911. године, одбрамбеним уговором потписаним у марту 1912. године и офанзивним уговором потписаним у мају 1912. године усредсређеним на војну акцију против југоисточне Европе којом су управљале Османлије. Серија билатералних уговора између краљевина Грчке, Бугарске, Србије и Црне Горе, којима су створили Балкански савез, завршена је 1912. године, Првим балканским ратом (1912-1913) који је започео црногорским нападом 8. октобра 1912. године, десет дана пре Лозанског мира. Брза и готово потпуна победа Балканске лиге запањила је савремене посматраче. Међутим, Србији је Лондонским уговором одузет излаз на Јадранско море преко Албаније, тако да је она као држава која је понела највећи терет у Првом балканском рату, тражила од Бугарске делове Македоније, што је довело до Другог балканског рата (1913), у којем су Србија, Грчка, Османско царство и Румунија заузеле готово сву територију коју је Бугарска заробили у првом рату. Услед огромне промене у регионалном билансу моћи, Русија је своју примарну оданост у региону пребацила са Бугарске на Србију и гарантовала српску аутономију од било какве спољне војне интервенције. Атентат на надвојводу Франца Фердинанда, аустроугарског престолонаследника, од стране српског националисте и аустроугарски план војне акције који је проистекао након тога био је главни убрзавајући узрок избијања Првог светског рата (1914-1918).
Италијанско-турски рат илустровао је француској и британској влади да им је Италија била вреднија унутар Тројног савеза, него што је формално била повезана са Антантом. У јануару 1912. године, француски дипломата Пол Камбон написао је Ремону Поенкареу да је Италија "више оптерећивала него користила као савезник. Против Аустрије она гаји латентно непријатељство које ништа не може разоружати." Напетости унутар Тројног савеза на крају ће навести Италију да потпише Лондонски споразум 1915. године, којим је напустила Тројни савез и придружила се Антанти.
У самој Италији масовне сахране палим херојима приближиле су католичку цркву влади од које је дуго била отуђена. Појавио се култ патриотске жртве у којем се колонијални рат славио на агресиван и империјалистички начин. Идеологија „крсташког рата“ и „мучеништва“ карактерисала је сахране. Резултат је био консолидација католичке ратне културе међу побожним Италијанима, која је убрзо проширена и на италијанско учешће у Великом рату (1915–1918). Тај агресивни дух оживели су фашисти 1920-их да би ојачали своју народну подршку.

### Судбина Додеканезa
Због Првог светског рата, Додеканез су остали под италијанском војном окупацијом. Према Севрском споразуму, из 1920. године, који никада није ратификован, Италија је требало да препусти Грчкој сва острва, осим Родоса, у замену за огромну италијанску зону утицаја на југозападу Анадолије. Међутим, грчки пораз у Грчко-турском рату и темељ модерне Турске створили су нову ситуацију која је онемогућила спровођење услова тог споразума. У члану 15 Лозанског мира 1923. године, који је заменио Севрски споразум из 1920. године, Турска је формално признала италијанску анексију Додеканеза. Становништво је било углавном грчко, а споразумом 1947. острва су на крају постала део Грчке.